# Leitrim (Ottawa)

Leitrim südöstlich des Ortskerns von Ottawa

Leitrim ist ein Ortsteil von Ottawa, Ontario. Der Ortsteil liegt direkt außerhalb des Grüngürtels, ca. 15 km südöstlich des Stadtzentrums von Ottawa in der Nähe des Internationalen Flughafens. Der Name stammt von dem irischen County Leitrim.

## Lage
Der Ortsteil Leitrim liegt südöstlich des Stadtzentrums von Ottawa. Das Gebiet des Stadtteils wir von mehreren Straßen umschlossen: Im Norden verläuft die Leitrim Road, die den Stadtteil mit dem Stadtzentrum verbindet, im Süden die Rideau Road, im Osten die Bank Street und im Westen die Albion Road.

## Demographie
In der Siedlung lebten 2011 ca. 10.000 Einwohner in zu überwiegenden Teilen freistehenden Einfamilienhäusern. Das durchschnittliche Haushaltseinkommen liegt deutlich über dem Durchschnitt Ottawas. Die Bevölkerung von Leitrim wächst seit mehreren Jahrzehnten. Der Ortsteil gehört zu den am schnellsten wachsenden der Stadt Ottawa.

## Geschichte
Der Ort gehörte bis zum Jahr 2000 zur Gemeinde Gloucester (Ontario) und wurde dann im Rahmen der großen Gebietsreform in Ontario nach Ottawa eingemeindet.

## CFS Leitrim
Canadian Forces Station Leitrim, kurz: CFS Leitrim, ist ein Militärstützpunkt Kanadas, der sich hauptsächlich mit der Ver- und Entschlüsselung von Nachrichten verpasst. Der Stützpunkt liegt in unmittelbarer Nähe zum Flughafen von Ottawa.

## Infrastruktur
In Leitrim gibt es eine Polizeistation einen Golfplatz, ein Eisstadion und mehrere Geschäfte. Außerdem hat die Stadt Ottawa einen Plan zur langfristigen Entwicklung des Ortsteils, den Leitrim Community Development Plan, ausgearbeitet. Dieser Plan soll die langfristige Entwicklung und das Wachstum des Ortsteils fördern und bei der sinnvollen Nutzung von freistehenden Flächen und neuen Projekten im Stadtteil helfen.